# メイドですから!
『メイドですから!』は、日本のラブコメ漫画。

## 概要
三剣家（みつるぎけ）を舞台にした、ラブコメディ漫画。原作：ヒイラギシンジ。三剣三兄弟と主人公、音無花蓮（おとなしかれん）の恋愛の行方や、1人前のメイドになるための試練を越えて成長する物語。2011年に電子書籍でリリース開始し、2014年にインドネシアや日本で単行本化。現在、日・英・仏・中・韓・ポルトガル・インドネシア・ベトナムの8ヶ国語に翻訳され、電子書籍や印刷書籍で世界に公開されている。

## 電子書籍
2011年3月から公開。海外では各話毎のほか、海外・日本では複数話の入った1巻、2巻がKindleなど欧米日本などの電子書店などでグローバルに配信されている。英語版タイトルは「BECAUSE I’M A MAID!」、フランス語タイトルは「PARCE QUE JE SUIS FEMME DE MÉNAGE !」、中国語版タイトルは「因为是女佣!」。
1巻 「メイドですから!」1
1話 『メイドですから!』
2話 『三剣家の謎』（以上、電子書籍単行本1巻に収録）
2巻 「メイドですから!」2
3話 『花蓮争奪戦!?兄弟愛は天より高く』
4話 『登場!美しきライバル』
5話 『ランクアップ試験開始!!』（以上、電子書籍単行本2巻に収録）
3巻 「メイドですから!」3
6話 『ランクアップ試験結果発表!!』
7話 『心の闇』（以上、電子書籍単行本3巻に収録）

## 単行本（印刷書籍）
2014年12月1日、日本国内で宙（おおぞら）出版より、1巻単行本をリリース。1話から4話のほか描きおろし番外編も収録されている。
1巻 「メイドですから!」1
1話 『メイドですから!』
2話 『三剣家の謎』
3話 『花蓮争奪戦!?兄弟愛は天より高く』
4話 『登場!美しきライバル』（以上、宙（おおぞら）出版発行の単行本1巻に収録）
5話 『ランクアップ試験開始!!』
6話 『ランクアップ試験結果発表!!』
7話 『心の闇』

### 概要
英語版、フランス語版電子版それぞれがアマゾンKindle Store アメリカ、イギリス、フランスのマンガチャートで最高位1位（2012、2013、2015年、2016年）となっている。2014年にはベトナム語版電子書籍リリース、そしてポルトガル語版、インドネシア語版は、電子書籍版・印刷書籍それぞれの単行本1、2巻をインドネシア最大の出版社、グラメディア社からリリース。2015年インドネシアの電子書店MangaMonからインドネシア語版1、2巻をリリース。

## あらすじ
主人公の音無花蓮が、皆に尊敬された祖母のようなメイドになることを目指し、三剣家のメイドになるため採用試験を受ける1話、そして難関を突破してメイドの道を究めようと張り切る音無花蓮の前に、立ちはだかる数々の問題を解決し成長していく書き下ろしのラブコメディ。

## 書誌情報
単行本（印刷書籍） 日本語版
- 『メイドですから!』1 宙（おおぞら）出版（1 - 4話、番外編を収録）2014年初版発行、ISBN 978-4-7767-3897-8

単行本（電子） 日本語版
- 『メイドですから!』1 ストレン出版（1、2話を収録）2012年初版発行
- 『メイドですから!』2 ストレン出版（3 - 5話を収録）2013年初版発行
- 『メイドですから!』3 ストレン出版（6、7話を収録）2015年初版発行